# Монтаццоли
Монтаццоли (итал. Montazzoli) — коммуна в Италии, расположена в регионе Абруццо, подчиняется административному центру Кьети.
Население составляет 1116 человек, плотность населения составляет 29 чел./км². Занимает площадь 39 км². Почтовый индекс — 66030. Телефонный код — 0872.
Покровителем города считается святитель Николай Чудотворец, празднование 4 июня.